# 19 Brygada Artylerii Haubic

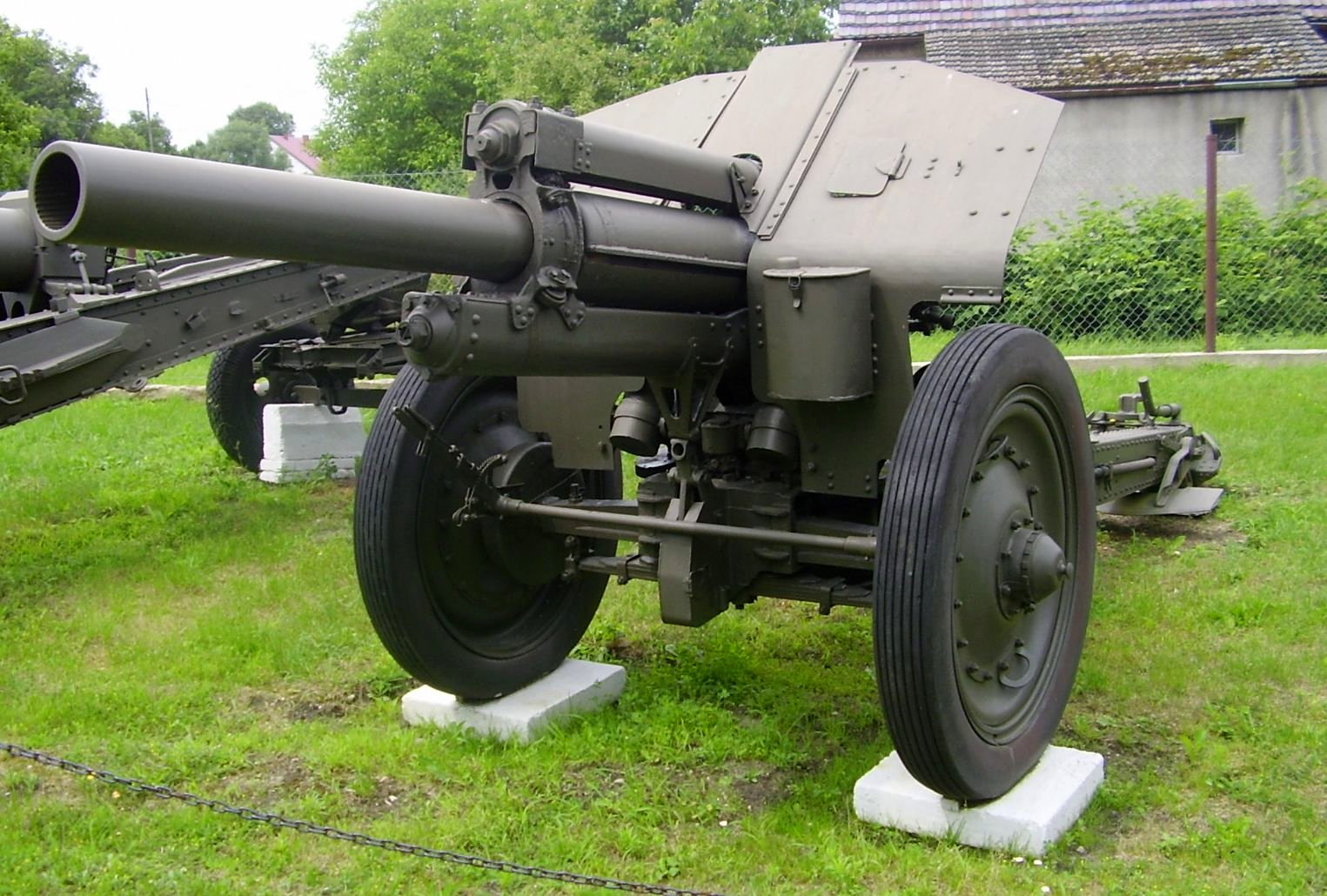
122 mm haubica wz. 1938 (M-30)

19 Brygada Artylerii Haubic – związek taktyczny artylerii Wojska Polskiego.

## Formowanie i zmiany organizacyjne
W wyniku wprowadzenia planu przyśpieszonego rozwoju WP na lata 1951- 1953,  wiosną 1951, na bazie 74 Pułku Artylerii Haubic sformowano  19 Brygadę Artylerii Haubic.
Brygada wchodziła w skład  6 Dywizji Artylerii Przełamania z  Grudziądza. Jesienią 1956 roku dyslokowano ją do Orzysza, gdzie weszła w skład 8 Dywizji Artylerii Przełamania.

## Struktura organizacyjna
Dowództwo brygady - Grudziądz
- 74 pułk artylerii haubic
- 108 pułk artylerii haubic
- 109 pułk artylerii haubic

## Dowódcy
- 1956-1957 - ppłk Zbigniew Jurewicz